# Bruno Vogel

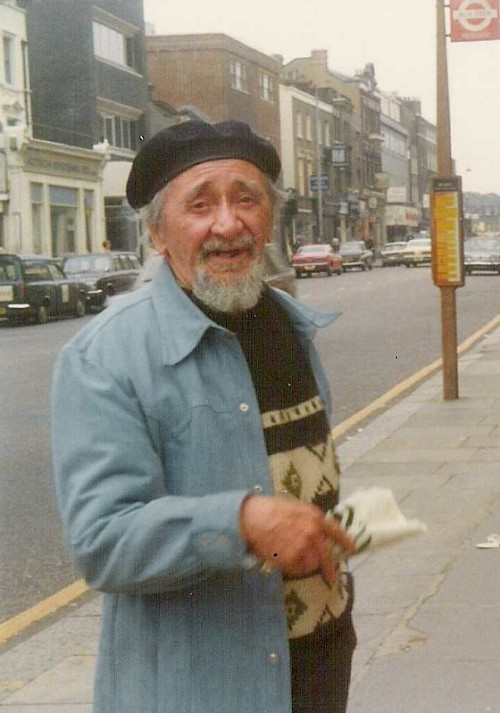
Bruno Vogel, 1976 in London

Bruno Vogel (* 29. September 1898 in Leipzig; † 5. April 1987 in London) war ein deutscher Schriftsteller.

## Leben
1916 meldete Vogel sich als Kriegsfreiwilliger in den Ersten Weltkrieg. Nach Kriegsende kehrte er nach Leipzig zurück. Das Gefühl der Ohnmacht angesichts des Krieges beförderte seinen pazifistischen Standpunkt. Hinzu kam seine homosexuelle Orientierung, die strafbar war. Wie konnte es Recht sein, dass ein Staat die Legitimation zum Morden erteilte, gleichzeitig aber die gleichgeschlechtliche Liebe unter Männern mit Zuchthaus bestrafte? 1922 gründete er zusammen mit einigen Freunden eine lokale Homosexuellengruppe in Leipzig, die sich „Wir“ nannte und gegen die Ausgrenzung von gleichgeschlechtlich orientierten Menschen in der Stadt eintrat. Vorbild war die von Magnus Hirschfeld initiierte Organisation Wissenschaftlich-humanitäres Komitee (WhK). 1923 lernte er Hirschfeld persönlich kennen. Im selben Jahr erschien ein erster Artikel von Vogel in der Leipziger Volkszeitung. Ab dieser Zeit schrieb er für verschiedene Zeitungen und Zeitschriften, unter anderem in Besinnung und Aufbruch, meist Glossen. 1924 erschien mit Vogels Es lebe der Krieg das erste deutsche Antikriegsbuch, etliche Jahre vor Ludwig Renns Welterfolg Krieg (1928) und Erich Maria Remarques noch bekannterem Antikriegsroman Im Westen nichts Neues (1929). Vogels Buch erfuhr in Leipzig Missbilligung, die eine gerichtliche Auseinandersetzung mit sich brachte. Von Hirschfeld überredet, zog er in der Folge nach Berlin und wurde in dessen Institut beschäftigt, allerdings in sehr untergeordneter Position. 1926 gründete er zusammen mit Kurt Hiller die Gruppe Revolutionärer Pazifisten. 1929 wurde er als Beisitzer in den Vorstand des Wissenschaftlich-humanitären Komitees gewählt. 1931 emigrierte er nach Österreich. Bereits zwei Jahre später, 1933, verließ er Österreich über die Schweiz und Frankreich nach Norwegen. Von dort aus ging er 1937 nach Südafrika. 1953 kehrte er von Südafrika nach Europa zurück und lebte seither bis zu seinem Tod 1987 in London. Für seine ab den 1950er Jahren in englischer Sprache verfassten Manuskripte Slegs vir Blankes (Afrikaans: Only for Whites, Erzählungen) und Mashango (Roman) fand er keine Verleger mehr.

## Es lebe der Krieg!
Das 1924 im Leipziger Verlag Die Wölfe erschienene Buch Es lebe der Krieg! war eines der ersten deutschen Antikriegsbücher nach dem Ersten Weltkrieg. Im darauffolgenden Jahr wurde ein Prozess gegen Vogel, dessen Verleger und den Illustrator des Buches Rüdiger Berlit angestrengt. Die Anklage lautete auf Gotteslästerung und Verbreitung unzüchtiger Schriften. Von den 5.000 Exemplaren der ersten Auflage konnte keines beschlagnahmt werden, da bereits alle verkauft waren. Von einer im Jahr 1925 gedruckten zweiten Auflage von 10.000 Exemplaren konnten nur 2.000 verkauft werden, die anderen 8.000 wurden beschlagnahmt. Der Prozess endete im März 1929 mit einer Verurteilung des Verlegers und dem Verbot, die beanstandeten Kapitel Der Tod des gefreiten Müller III und Die ohne Zukunft weiter abzudrucken.

## Alf
Bruno Vogels Alf erzählt die Geschichte zweier Gymnasiasten im Wilhelminischen Deutschland um 1915. Felix und Alf verlieben sich ineinander und entdecken zusammen ihre Sexualität, doch die von der Kirche, der Schule und dem Staat gesetzten Grenzen zerstören ihr kurzes Glück. Alf meldet sich als Freiwilliger in den Ersten Weltkrieg und findet den „Heldentod“. Felix verspricht daraufhin dem toten Freund: „Ich will mitkämpfen gegen Bosheit und Dummheit, mithelfen dass andere Menschen nicht, wie wir beide, aus Unwissenheit so Schweres durchmachen müssen.“
Alf ist ein gegen den Zeitgeist der Weimarer Republik gerichteter antimilitaristischer und emanzipatorischer Jugendroman, der dem ungemilderten Hass eines Pazifisten gegen die Obrigkeit jeglicher Observanz Ausdruck verleiht. Es ist das Werk eines Kriegsgegners, und es ist mehr: Alf kämpft gegen jede Reglementierung, gegen die des Gewissens, der Überzeugung, des Glaubens, der Freundschaft und die des Körpers. Vogel geißelt, was ihn bis zum Zeitpunkt der Niederschrift empört hat: kleinbürgerlich „vermufftes“ Elternhaus, „verstockte“ Schule, Religion und Spießermoral.
Dieser Klassiker der homosexuellen Emanzipationsliteratur hat eine besondere Rezeptionsgeschichte. Die Erstausgabe erschien 1929 im Berliner Asy-Verlag und bei der Gilde freiheitlicher Bücherfreunde. Schon 1931 erfolgte eine zweite Auflage, die stark zensiert wurde. 1977 erschien Alf erneut im Verlag Achenbach (Lollar an der Lahn), und 2011 brachte der Hamburger Verlag Männerschwarm den Roman als Band 59 in seiner Reihe Bibliothek rosa Winkel, mittlerweile in der vierten Auflage, wieder heraus. Eine englische Übersetzung wurde 1992 von Samuel B. Johnson im Londoner Verlag GMP Publishers Ltd. vorgelegt. Der Roman erschien 2013 in der Übersetzung von Tanja Petrič ebenfalls auf Slowenisch.

## Werke
- Es lebe der Krieg! Leipzig [1924]. Guhl, Berlin 1978 (Original: 1924), ISBN 978-3-88220-091-1
- Ein Gulasch und andere Skizzen. Greifenverlag, Rudolstadt 1928.
- Alf. Gilde freiheitlicher Bücherfreunde, Berlin 1929; Alf – eine Skizze und ausgewählte Kurzprosa, Neuausgabe, hrsg. von Raimund Wolfert. Männerschwarm Verlag, Hamburg 2011, ISBN 978-3-86300-059-2
- Ein junger Rebell: Erzählungen und Skizzen aus der Weimarer Republik. Tribüne, Berlin 1986, ISBN 3-7303-0079-2